# Combat de Top Malo House
Guerre des Malouines
Batailles
- Invasion argentine
- Géorgie du Sud
- Occupation (en)
- Paraquet
- Black Buck
- ARA General Belgrano
- ARA Alferez Sobral
- HMS Sheffield
- Île Pebble
- Mikado
- Sutton
- San Carlos
- HMS Ardent
- Seal Cove
- HMS Antelope
- Atlantic Conveyor
- HMS Coventry
- Goose Green
- Mount Kent
- Top Malo House
- Gazelle XX377
- Bluff Cove
- Many Branch Point
- Mount Harriet
- Two Sisters
- HMS Glamorgan
- Mount Longdon (en)
- Wireless Ridge (en)
- Mount Tumbledown (en)
- Port Stanley
- Île Thulé

Le combat de Top Malo House eut lieu le 31 mai 1982, pendant la guerre des Malouines. Il oppose la première section des forces spéciales (en) argentines de la 602e compagnie commando (en) à une patrouille composée d'instructeurs et d'élèves de la Mountain and Arctic Warfare Cadre (en), une unité spéciale des Royal Marines placée sous le contrôle opérationnel de la 3e brigade commando pendant l'opération Corporate. Il se solde par une victoire britannique.

## Contexte
Le capitaine Rod Boswell des Royal Marines Mountain and Arctic Warfare Cadre et 18 de ses hommes entreprennent la tâche qui est issue d'un rapport du 27 mai par une patrouille de quatre hommes du Cadre positionnés dans un poste d'observation sur Bull Hill. Cette première patrouille avait établi un poste d'observation le 21 mai et était l'une des nombreuses petites équipes envoyées en reconnaissance pour agir comme « les yeux et les oreilles » de la brigade.

## Prélude
La patrouille des quatre hommes était bien avant sur Bull Hill en route de Teal Inlet (en) à Port Stanley. Ils venaient juste de renvoyer un message pour dire que cela était peut-être leur dernier message étant donné que deux hélicoptères argentins UH-1 survolaient le poste d'observation. Les hélicoptères finissent par s'éloigner en direction de Mount Simon (en) ; cependant, le sergent commandant l'équipe britannique pense alors que les hélicoptères ont déposé des membres des forces spéciales argentines au bas des pentes de Mount Simon.
Ce message parvient au quartier-général de la brigade et alerte le personnel sur la menace que représenteraient des forces spéciales argentines positionnées sur un terrain dominant les approches de Teal Inlet et au-delà. La tâche du capitaine Boswell et de son équipe serait donc d'éliminer la patrouille argentine à Top Malo.
Le 29 mai, l'opérateur radio de la patrouille argentine, après avoir essayé toute la matinée, réussit finalement à faire passer un message au quartier-général de la 10e brigade, qu'un corridor aérien s'était dégagé entre San Carlos et Mount Kent. Le contact est immédiatement perdu et ne pourra jamais être ré-établi. Le commandant de la patrouille argentine est le capitaine José Arnobio Vercesi, commandant de la 1re section d'assaut, de la 602e compagnie commando. La patrouille est composée de neuf hommes de la 1re section dont Vercesi, de deux soldats armées de missiles Blowpipe (en), d'un infirmier, le premier-sergent Pedrozo, et du premier-sergent Helguero de la 601e compagnie commando, qui remplissait le rôle d'éclaireur
Dans la soirée du 30 mai, le capitaine Boswell reçoit un message de l'une des patrouilles, postées sur un poste d'observation en bas des pentes de Mount Simon (en), lui indiquant que deux hélicoptères argentins UH-1 avaient déposé une patrouille d'environ seize hommes à Top Malo House, une ferme abandonnée à seulement 400 mètres de leur position. Le rapport mentionne également plusieurs hélicoptères opérant à proximité. La nuit était déjà en train de tomber, empêchant le tir d'un Harrier GR3 contre la ferme, dont la position était hors de portée de l'artillerie britannique. En conséquence, les Britanniques prévoient un assaut tôt le matin du 31 mai. Des hommes seraient déposés par hélicoptère, à environ 1 000 mètres de la ferme.

## Le combat
Embarqué dans un hélicoptère Sea King HC4 du 846 Naval Air Squadron, attaché aux Royal Marines, l'équipe emporte suffisamment de réserves et de munition pour tenir une semaine au sol. L'hélicoptère surchargé décolle pour un vol de 45 km, déposant les hommes à l'endroit parfait pour leur permettre de rejoindre rapidement leur cible. Une équipe de sept hommes part vers la gauche pour prendre position à 150 m de distance de Top Malo House et fournir un appui feu pour le groupe d'assaut de douze hommes conduit Boswell.
Les uniformes sombres des Britanniques (contrastant fortement avec la couleur blanche de la neige) risquent alors de les compromettre et de les faire repérer par des sentinelles. Les Britanniques l'ignorent alors mais, les Argentins ayant entendu les hélicoptères, ces derniers avaient rassemblé leurs équipements et s’apprêtent à quitter la ferme.
Deux heures après le lever du jour, Boswell ordonne à ses hommes de mettre une baïonnettes à leurs fusils et lancer le combaten tirant une fusée verte dans l'air. À son signal, le groupe de soutien tire six roquettes antichars légères M72 LAW de 66 mm sur la ferme. Lorsque la première fusée est tirée, le lieutenant Ernesto Espinosa (le sniper de la patrouille argentine, qui était la sentinelle) se place à la fenêtre de l'étage supérieur. Espinosa est localisé par un sniper britannique, le caporal Groves, qui tire et le blesse avec son fusil L42A1 (en). Le lieutenant Horacio Losito, qui est le commandant en second de la section, déclarera que le lieutenant Espinosa avait donné l'alarme et qu'il avait dans le même temps ouvert le feu sur les troupes britanniques se rapprochant, permettant aux Argentins de sortir de la maison.
Un des soldats britanniques est assez proche de la maison pour que sa roquette antichar de 66 mm soit touchée par Espinosa. En touchant la maison, la roquette explose en flammes. Boswell et son groupe chargent, font une halte, tirent deux roquettes supplémentaires avant de charger à nouveau. Les Argentins courent en direction du lit d'un ruisseau situé à environ 200 m de là, tirant pour couvrir leur fuite. À l'étage, le lieutenant Espinosa est tué par une roquette de 66 mm, et le sergent Mateo Sbert est abattu alors qu'il tirait en direction des Britanniques pour couvrir la fuite de ses camarades à travers la seule porte de la maison. Deux soldats britanniques, un sergent et un caporal, sont blessés. Les munitions stockées à l'intérieur de la maison explosent. Alors que le groupe d'assaut se rapprochait de l'édifice en feu, la fumée qui se dégageait empêchait les commandos argentins de tirer avec précision depuis le lit du ruisseau où ils avaient trouvé refuge.
Les échanges de tirs se poursuivent pendant environ 45 minutes. Avec ses munitions pratiquement épuisées et la plupart de ses hommes tués ou blessés, le capitaine Vercesi n'a pas d'autre solution que de se rendre.

## Conséquences et développements ultérieurs
Deux soldats argentins sont tués, sept sont blessés et quatre autres sont faits prisonniers. Côté britannique, trois soldats sont blessés. Après le combat, le capitaine Boswell dira au commandant argentin : « jamais dans une maison… »,.
Passés inaperçus des Britanniques pendant la durée du combat, des membres du Red de Observadores del Aire ou ROA (des équipes d'observation au sol déployées par les Forces aériennes argentines) étaient basés sur Malo Hill et Mount Simon. Quatorze personnel du ROA, basés sur ces positions se rendront au 3 Para et du 45 Commando (en) le lendemain.
Le lieutenant Espinosa et le sergent Sbert recevront la Croix de la Nation d'Argentine pour la valeur héroïque au combat (en) à titre posthume pour ce combat.

## Sources et bibliographie
- (en) Martin Arostegui, Twilight Warriors : Inside the World's Special Forces, St. Martin's Griffin, 15 janvier 1997, 320 p. (ISBN 978-0-312-30471-3)
- (en) Michael Bilton et Peter Kosminsky, Speaking Out : Untold Stories from the Falklands War, Andre Deutsch Ltd, août 1990, 311 p. (ISBN 978-0-233-98404-9)
- (en) Sir Lawrence Freedman, The Official History of the Falklands Campaign : War and diplomacy, vol. 2, Routledge, 2005, 849 p. (ISBN 978-0-7146-5207-8, lire en ligne)
- (es) Horacio Losito, Asi peleamos, Malvinas : Testimonios de veteranos del Ejército, Argentine, Biblioteca Soldados, 2006
- (en) RAF personnel, The Falkland Islands, A history of the 1982 conflict, Battles of the Falklands Conflict : Actions, losses and movements on land and sea - 21 May to 11 June 1982, site de la RAF, 1er octobre 2004 (lire en ligne)
- (es) I.J. Ruiz Moreno, Comandos en acción : El Ejército en Malvinas, Buenos Aires, Emecé ed., 1986 (ISBN 950-742-976-X)
- (en) Martin Paul James Spirit et David Carter, Mountain and Arctic Warfare Cadre : The Battle for Top Malo House, http://www.britains-smallwars.com Britain's Small Wars, 2009 (lire en ligne)
- (en) Julian Thompson, No picnic : 3 Commando Brigade in the South Atlantic : 1982, Leo Cooper, 18 février 1985, 201 p. (ISBN 978-0-436-52052-5)